# 조큐 (1219년)
조큐(承久, じょうきゅう)는 일본의 연호(元号) 중 하나이다.
- 전후 : 겐포(建保) 이후 - 조오(貞応) 이전.
- 시기 : 1219년 ~ 1221년
- 천황 : 준토쿠 천황, 주쿄 천황, 고호리카와 천황
- 인세이 : 고토바 상황
- 쇼군 : 공석 (가마쿠라 막부)
- 싯켄 : 호조 요시토키

## 개원(改元)
- 겐포 7년 4월 12일(율리우스력 1219년 5월 27일), 개원.
- 조큐 4년 4월 13일(율리우스력 1222년 5월 25일), 조오로 개원된다.

## 출전
『시위(詩緯)』의 「周起自后稷、歴世相承久」.

## 조큐 시기에 일어난 일
- 3년
  - 주쿄 천황이 즉위(재위기간 2개월).
  - 조큐의 난. 고토바 상황이 토막(討幕)을 기치로 거병했으나 2개월 만에 진압되다.
  - 고호리카와 천황이 즉위.

## 서력과의 대조표
| 조큐 | 원년   | 2년    | 3년    | 4년    |
| ---- | ------ | ------ | ------ | ------ |
| 서력 | 1219년 | 1220년 | 1221년 | 1222년 |
| 간지 | 기묘   | 경진   | 신사   | 임오   |

## 같이 보기
- 일본의 연호 일람

| 이전 겐포 | 일본의 연호 1219년 ~ 1222년 | 다음 조오 |